# 大西洋多年代际振荡

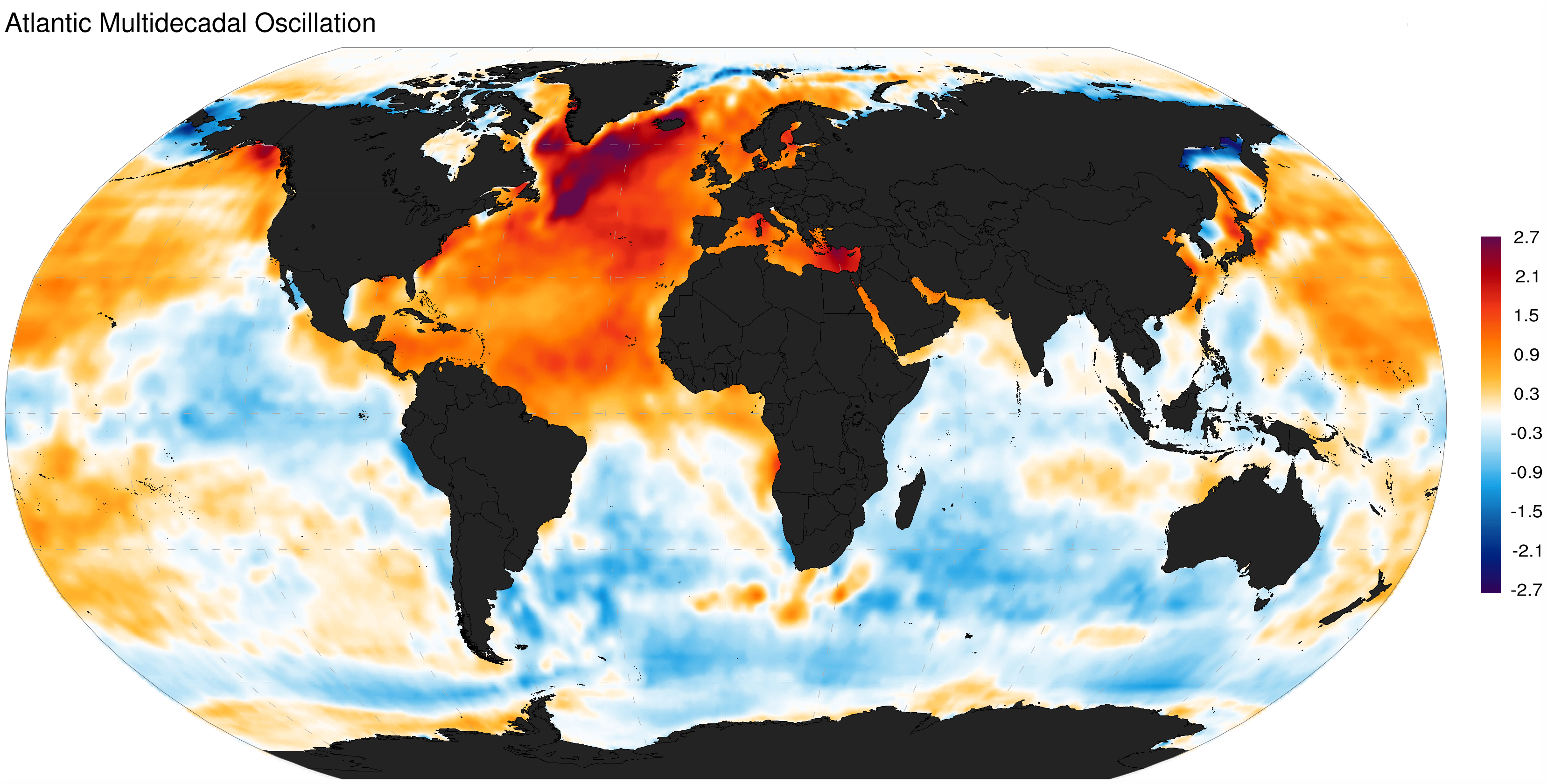
月海温异常（1870-2013 年）回归的大西洋多年代际振荡空间模式。

根据 van Oldenborgh 等人提出的方法计算的大西洋多年代际振荡指数（1880-2018 年）

大西洋多年代际振荡指数计算，根据 1856-2013 年线性去趋势的北大西洋海表温度异常得出。

大西洋多年代际振荡(Atlantic Multidecadal Oscillation, AMO)，也称为大西洋多年代际变率(AMV)、大西洋多年代际涛动，是北大西洋海表温度(Sea Surface Temperature, SST) 在几十年时间尺度上的理论变率。 
虽然在模型和历史观察中对这种模式有一些支持，但关于它的振幅，以及它是否具有典型的时间尺度并可以归类为振荡存在争议。还有关于海面温度变化归因于自然或人为原因的讨论，特别是在对飓风发展很重要的热带大西洋地区。 大西洋多年代际振荡也与飓风活动、降雨模式和强度的变化以及鱼类种群的变化有关。 

## 定义和历史
Folland 及其同事在 1980 年代的工作中开始出现以北大西洋为中心的多年代际气候振荡的证据，如图 2.d 所示。 这种振荡是 Schlesinger 和 Ramankutty 在 1994 年的唯一关注点， 但实际上大西洋多年代际振荡 (AMO) 一词是由 Michael Mann 在 2000 年与 Richard Kerr 的电话采访中创造的。 
一旦消除了任何线性趋势，AMO 信号通常是根据北大西洋海温变化的模式定义的。这种去趋势的目的是从分析中消除温室气体引起的全球变暖的影响。然而，如果全球变暖信号在时间上是显著非线性的（即不仅仅是平滑的线性增加），则强制信号的变化将影响到 AMO 的定义。因此，根据 Mann、Steinman 和 Miller 的说法，与 AMO 指数的相关性可能会掩盖全球变暖的影响。

### 修正AMO指数
有几种方法可以消除全球趋势和厄尔尼诺-南方涛动 (ENSO)对北大西洋海温的影响。Trenberth和 Shea假设全球强迫对北大西洋的影响与全球海洋相似，从北大西洋海表温度中减去全球（60°N-60°S）平均海表温度以得出修正的 AMO 指数。 
但是强迫海温模式不是全球统一的；他们使用信噪比最大化EOF分析来分离强迫变化和内部产生的变化。 
范奥尔登伯格等人根据海表温度平均在热带外北大西洋（以消除在热带纬度更大的 ENSO 的影响）减去对全球平均温度的回归推导出 AMO 指数。 
Guan 和 Nigam 在对剩余的北大西洋海表温度应用EOF分析之前，去除了非平稳的全球趋势和太平洋自然变率。 
线性去趋势指数表明，20 世纪末北大西洋海温异常在外部强迫分量和内部产生的变率之间均分，当前峰值与 20 世纪中叶相似；相比之下，其他方法表明，20 世纪末北大西洋异常的很大一部分是源于外部强迫。 
弗拉伊卡-威廉姆斯等（2017）指出，近期副极地环流降温、副热带升温和热带异常低温的变化，增加了海面温度经向梯度的空间分布，而 AMO 指数没有捕捉到这一点。 

## 机制
根据大约 150 年的仪器记录，AMO 有大约 70 年的准周期性。 在模型中，类似 AMO 的变异性与温盐环流北大西洋分支的微小变化有关。 然而，历史海洋观测不足以将得出的 AMO 指数与当前的环流异常联系起来。模型和观测表明，大气环流的变化会引起云、大气尘埃和地表热通量的变化，这在很大程度上是造成 AMO 的原因。  
大西洋多年代际涛动 (AMO) 对于外部强迫如何与北大西洋海表温度联系起来很重要。 

## 全球气候影响
AMO 与北半球大部分地区的气温和降雨量相关，特别是在北美和欧洲的夏季气候中。  通过大气环流的变化，AMO 还可以调节阿尔卑斯山的春季降雪和冰川的质量变化。 巴西东北部和非洲萨赫勒地区的降雨模式受到影响。它还与北美干旱频率的变化有关，并反映在严重的大西洋飓风活动的频率上。 
最近的研究表明，AMO 与美国中西部和西南部过去发生的重大干旱有关。当 AMO 处于温暖阶段时，这些干旱往往会更频繁或更长时间。 20 世纪最严重的两次干旱发生在 1925 年至 1965 年的正 AMO 期间：1930 年代的沙尘暴和 1950 年代的干旱。佛罗里达和太平洋西北部表现往往相反——AMO处于温暖时可以带来更多的降雨。 
气候模型表明，AMO 的温暖阶段加强了印度和萨赫勒地区的夏季降雨以及北大西洋热带气旋活动。 古气候学研究证实了过去 3000 年来萨赫勒地区的这种模式——AMO 暖期降雨量增加，冷期降雨量减少。 
根据Li与Wang等人的研究，AMO的正（暖）相位，对应着东亚地区在各个季节都的增暖，华南沿海地区少雨且北部多雨。AMO的暖（正）位相导致更强的东亚夏季风，这点与年际尺度上太平洋子午线模式的影响有相似之处，入梅早的年份，北大西洋海温较常年偏暖；入梅晚的年份，前期冬春北大西洋海温较常年偏冷。

## 与大西洋飓风的关系

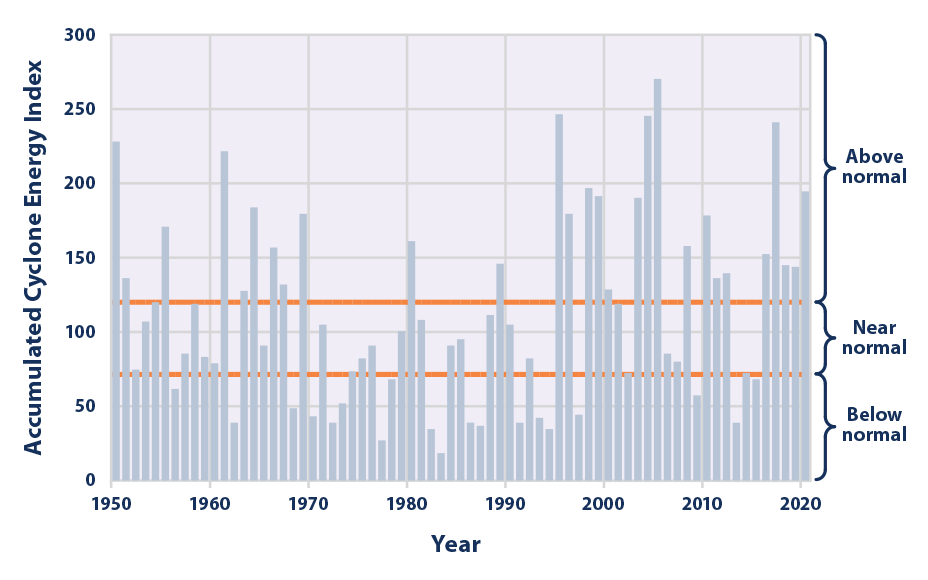
根据 1950-2015 年累积气旋能量指数得出的北大西洋热带气旋活动情况。如需全球 ACE 图，请访问此链接.

2008 年的一项研究将大西洋多年代际模式 (AMM) 与HURDAT数据 (1851-2007) 相关联，并注意到小型飓风（1 类和 2 类）呈正线性趋势，但在作者调整他们的模型以适应被低估的风暴时被删除，以及声明“如果飓风活动增加与温室气体引起的全球变暖有关，那么它目前被 60 年的准周期周期所掩盖。” 在充分考虑气象科学的情况下，AMO暖期可发展成强飓风的热带风暴数量比冷期要多得多，至少是冷期的两倍； AMO 反映在严重的大西洋飓风的频率上。 根据 AMO 消极和积极阶段的典型持续时间，目前的温暖状态预计将至少持续到 2015 年，甚至可能持续到 2035 年。恩菲尔德等人。假设在 2020 年左右达到顶峰。 
然而，曼恩和伊曼纽尔在 2006 年发现，“人为因素是造成热带大西洋变暖和热带气旋活动的长期趋势的原因”，并且“AMO 没有明显的作用”。 
2014 年，Mann、Steinman 和 Miller 表明变暖（以及因此对飓风的任何影响）不是由 AMO 引起的，他写道：“过去研究中用于估计内部变率的某些程序，特别是内部多年代际振荡称为“大西洋多年代际振荡”或“AMO”，当它是先验已知的时，无法隔离真正的内部变化。此类程序产生的 AMO 信号具有膨胀的幅度和偏置相位，将最近的一些 NH 平均温度升高归因于 AMO。相反，真正的 AMO 信号似乎可能在近几十年来处于降温阶段，抵消了一些人为变暖。”
自 1995 年以来，有 10 个大西洋飓风季节的气旋能量指数异常偏高 - 1995 年、 1996 年、 1998 年、 1999 年、 2003 年、 2004 年、 2005 年、 2010 年、 2017年和2020 年。

## AMO 变化的周期性和预测
基于仪器数据的数据只有大约 130-150 年，对于传统的统计方法来说样本太少了。在多世纪代理重建的帮助下，Enfield 和 Cid-Serrano 使用更长的 424 年来说明他们在名为“气候风险的概率预测”的论文中描述的方法。 他们的零交叉间隔直方图来自一组五个重新采样和平滑的 Gray 等人的版本。 （2004）指数与最大似然估计伽马分布拟合直方图，表明政权间隔的最大频率约为10-20年。所有 20 年或更短时间间隔的累积概率约为 70%。
在任何确定的意义上，AMO 何时切换都没有被证实的可预测性。计算机模型，例如那些预测厄尔尼诺现象的模型，远不能做到这一点。假设历史可变性持续存在，Enfield 及其同事计算了在给定的未来时间范围内 AMO 发生变化的概率。这种概率预测 （页面存档备份，存于）可能被证明对气候敏感应用的长期规划有用，例如水管理。
2017 年的一项研究预测，从 2014 年开始将持续降温，作者指出，“.. 与大西洋的最后一个寒冷时期不同，大西洋海面温度异常的空间模式并非均匀凉爽，而是表现为副极地环流中的低温, 副热带地区的高温和热带地区的低温三重异常。异常的三重模式增加了海温从副极地到亚热带的经向梯度，这不是由 AMO 指数值表示的，但可能导致大气斜压性和暴风雨性增加。” 
在迈克尔曼 2021 年的一项研究中，表明上个千年 AMO 的周期性是由火山爆发和其他外部强迫驱动的，因此没有令人信服的证据表明 AMO 是一种振荡或循环。 在比厄尔尼诺南方涛动更长的时间尺度上，模型中也缺乏振荡行为； AMV 与红噪声无法区分，红噪声是测试模型中是否存在振荡的典型零假设。 